# Louis Mink
Louis Mink, né le 3 septembre 1921 et mort le 19 janvier 1983, est un philosophe de l'histoire de nationalité américaine dont les travaux défient les premiers philosophes de l'histoire, comme le Britannique Robin G. Collingwood, et font partie d'un dialogue postmoderne sur l'histoire et le récit historique avec d'autres philosophes de l'histoire, comme Hayden White et Georg Lukács. Louis Mink et Hayden White sont responsables de ce qui sera appelé plus tard le « tournant linguistique » dans la philosophie de l'histoire.

## Biographie
Mink reçoit son bachelor's degree du Hiram College (Hiram (Ohio), puis sert comme soldat pour l'armée américaine pendant la Seconde Guerre mondiale. Après la guerre, il obtient un doctorat de l'université Yale. Il enseigne à l'université Wesleyenne à partir de 1952 jusqu'à sa mort d'une crise cardiaque, le 19 janvier 1983. Il y dirige la chaire du département de philosophie de 1967 à 1976.
La contribution de Mink à l'histoire et à la philosophie de l'histoire a été de souligner la nécessité pour l'histoire de considérer ses récits publiés comme très similaires à d'autres formes narratives, telles que la fiction. Mink affirme également que penser l'histoire comme « une représentation fidèle du passé » donne lieu à de nombreuses hypothèses parmi les historiens qui posent de sérieux problèmes à l'histoire en la déformant ainsi que son sujet. Mink a joué également un rôle important dans l'étude des romans de James Joyce ; plus particulièrement, son livre  A Finnegans Wake Gazetteer  (1978) documente tous les noms de lieux dans le Finnegans Wake de Joyce. L'intérêt de Mink pour Joyce n'est pas périphérique par rapport à sa réflexion philosophique. Finnegans Wake y avait intégré une structure cyclique du temps et de l'histoire, influencée par La scienza nuova (La Nouvelle Science) de Vico (1668-1744). Mink a également organisé des séminaires sur  Finnegans Wake  qui ont attiré à la fois des professeurs et des étudiants. Mink était connu à la fois pour l'étendue de ses connaissances et son esprit, et pouvait se moquer de lui-même. Un jour, lorsqu'un étudiant avisa Mink qu'il quittait son séminaire parce qu'il n'était pas prêt pour Finnegans Wake, Mink répiqua: « Brian, si jamais vous êtes prêt pour Finnegans Wake », s'arrêtant pour tirer sur sa pipe, « c'est une assez bonne indication que vous avez gâché votre vie. »

## Vie privée
Louis Mink était marié avec Helen Patterson dont il a eu deux fils et une fille.